# 渭淵青年駅
渭淵青年駅（ウィヨンチョンニョンえき、朝鮮語: 위연청년역）は、朝鮮民主主義人民共和国鉄道省白頭山青年線と、三池淵線の鉄道駅で、乗換駅である。

## 概要
両江道恵山市渭淵洞所在。この駅が有名になったのは、脱北者が必ずと言っていいほど通る、主要なルート上にある為である。この駅をおり、鴨緑江を渡り、中華人民共和国吉林省に行くのが、典型的なルートである。

## 起点からの距離
白頭山青年線吉州青年駅起点137.3km